# ثقافة محبي القطط

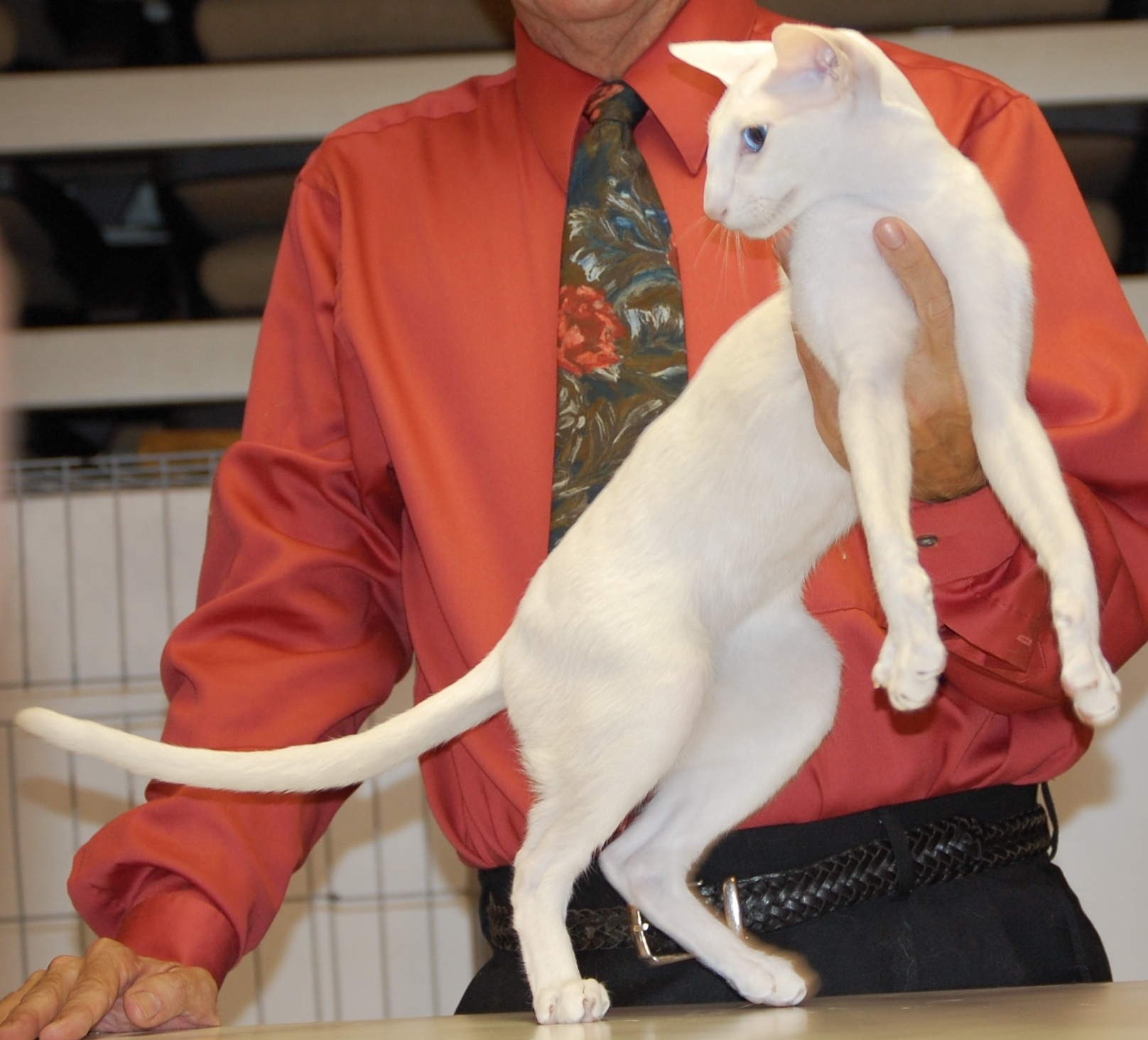
قطة شرقية قصيرة الشعر معروضة في معرض القطط في فورت لودرديل 2008

تصف ثقافة محبي القطط العادات والممارسات التي تحيط بمحبي القطط. بالنسبة للبعض، من الممكن أن يصبح إدمانا أو هوسا، والبعض الآخر يعلنون صراحة أنهم محبون، وربما حتى عاشقون للقطط. يميل جمع آخر إلى استخدام عبارات خاصة للتعبير عن حبهم لهذا الحيوان الأليف، عادة ما تترجم على أنهم ببساطة «محبو القطط».

## الوصف
جانب من ثقافات القطط هو ارتداء البعض لملابس تميزهم على أنهم «محبون للقطط»، تحتوي عبارات لغوية تدل على ذلك بالفعل. بعض من «العبارات الفكاهية» كاستعمالهم لكلمة «مياومتازة» للتعبير عن كلمة «ممتازة» (بإضافة صوت مواء القطط إلى أول الكلمة للدلالة على حبهم)، وغيرها من العبارات الفكاهية. انتشرت ثقافة محبي القطط على الشبكة العنكبوتية وازدهرت جيدا في الآونة الأخيرة. وفقا لمقالة نشرت عام 2013 على موقع سيكولوجي توداي (علم النفس اليوم)، فإن الأشخاص الذين يظهرون على أنهم من محبي القطط، لديهم سمات شخصية غير عادية ومميزة، أكثر من أولئك الذين يعتبرون أنهم من محبي الكلاب. ويعرض المقال أيضًا أنه نظرًا لطبيعة القطط وطبيعتها الحساسة، سيشعر بعض الأشخاص الذين يعانون من طبيعة مشابهة بالانجذاب إليها، وبالتالي سيكون محبو القطط أكثر حساسية من محبي الكلاب.
في المغرب، القطط هي جزء كبير من الحياة اليومية حيث يتم العثور عليها في كل مكان. في مقال «أخبار العالم في المغرب» ورد أن الناس الذين يزورون المغرب يمكن أن يظنوا أن نسبة الشخص المغربي إلى القطط قريبة جدا من 1: 1. ويقال إن العديد من المغاربة يحبون القطط وأنهم جزء من حياتهم اليومية، وحول المدينة توجد أكوام من صواني الطعام والماء التي تركت لهم. هناك فيلم من تأليف تيم ديلمسترو حول ما وصفت بأنها «ثقافة القطط المجنونة في اليابان»، بمشاركة كريس برود، وهو شخصية يوتيوب بريطاني مشهور، جال حول المدينة ووثق كل الأنشطة التي اقيمت للقطط. كمعابد وحانات للقطط وجزيرة القطط ومقهى للقطط.

## الفعاليات
حول العالم هناك دول لديها مهرجانات للقطط كان أولها عام 2018. سنغافورة مليئة بعشاق القطط وهناك مقاهي القطط ومتحف للقط. كما أن هناك اتفاقية عقدت في باسادينا كاليفورنيا سميت «بكاتكون وولدوايد» وأيضا هناك مواقع اعلامية لمحبي القطط.